# 永井ゆうじ
永井 ゆうじ（ながい ゆうじ、1980年11月1日 - ）は、日本の漫画家。埼玉県出身。

## 経歴
『ボア島のボア』で第54回小学館新人コミック大賞児童部門（藤子不二雄賞）佳作を受賞し、デビュー。
代表作は『月刊コロコロコミック』（小学館）で連載されていた『ペンギンの問題』。『ペンギンの問題』はアニメ化、ゲーム化などのメディアミックスが盛んにされ、第55回（平成21年度）小学館漫画賞児童向け部門を受賞した。

## 作品リスト
- お助け人 すけかく参上!!（『コロコロイチバン!』創刊号 - 2号）
- ガルル ロックマンエグゼ（『コロコロイチバン!』5号 - 11号）
- ウォー!!流星のロックマン（『コロコロイチバン!』10号 - 14号）
- ペンギンの問題（『月刊コロコロコミック』2006年8月号 - 2013年1月号）
  - ペンギンの問題+（『月刊コロコロコミック』2013年2月号 - 2014年11月号）
- カギッコ（『コロコロG』2011冬号）
- 100%パスカル先生（『月刊コロコロコミック』2015年2月号 - 2018年11月号）
- アルマゲドンにダマされる!!（『月刊コロコロコミック』2019年5月号 - 2021年5月号）
- まいぜんシスターズ（『月刊コロコロコミック』2022年9月号[4]、2022年11月号[4] - ） - まいぜんシスターズを描いた読み切りが連載化[4]